# Aztag
Aztag (arménien : Ազդակ, littéralement « Signal») est une revue en langue arménienne fondée en décembre 1908 à Constantinople (Empire ottoman) et publiée jusqu'en octobre 1909.